# Басијан (зет Константина Великог)
Басијан (умро 316. н.е.) је био римски сенатор, за кога је цар Константин I удао своју полусестру Анастасију. Цар Константин I се надао да ће 314. године подићи Басијана у ранг цезара, али се Константинов савладар на Истоку цар Лициније успешно успротивио том потезу. Према Анониму Валезијану, латинској хроници састављеној током касне антике, Басијан је оптужен за заверу против престола и цар Константин I га је погубио.

## Биографија
Избор Басијана вероватно треба схватити у светлу чињенице да је Басијанов брат, Сенецио, био високи чиновник у служби цара Лицинија, Константиновог савладара на Истоку, и тиме је овај брак ојачао везу између двојице августа.
Следеће године, 316. године, цар Константин I је послао свог полубрата Јулија Констанција, код цара Лицинија у Сирмијум, са предлогом да се Басијан уздигне на у ранг цезара и са влашћу над Италијом. Цар Лициније I је одбио да призна именовање; штавише, рекао је Сенецију да контактира свог брата и да га замоли да убије цара Константина I, узме оружје и освоји Италију за Лицинија. Завера је откривена и Басијан је ухапшен и погубљен. Цар Константин I је тражио од Лицинија да му преда Сенеција, али је Лициније то одбио и оборио статуе свог колеге у Емони, на граници између две сфере утицаја; ови догађаји су довели до избијања непријатељстава између цара Константина I и цара Лицинија I, ова епизоде грађанског рата позната је као Bellum Cibalense.
Недавна просопографска истраживања сугеришу да су Басиан и Сенецио били чланови породица Anicii и Nummii Albini Seneciones.

### Примарни извори
- Origo Constantini, 5,14–15.
- Eusebius of Caesarea, Vita Constantini, 1.47.1
- Zosimus, Historia nea, II.18–20.

### Секундарни извори
- Odahl, Charles Matson (2004). Constantine and the Christian empire. Routledge. стр. 144. ISBN 0-415-17485-6.